# Aqua Magic

Panorama parcului acvatic din telegondolă

Aqua Magic este un parc acvatic, inaugurat la 1 iulie 2003. Se află în stațiunea Mamaia, Constanța.
Dispune de foarte multe atracții, printre care Twister, tobogane cu colace, tuburi, jacuzzi, nouă piscine, River, șapte baruri și restaurante, Kamikaze  și o piscină pentru bebeluși. 
 Acest articol despre o localitate din județul Constanța este deocamdată un ciot. Puteți ajuta Wikipedia prin completarea lui.